# 우르네스 통널 교회

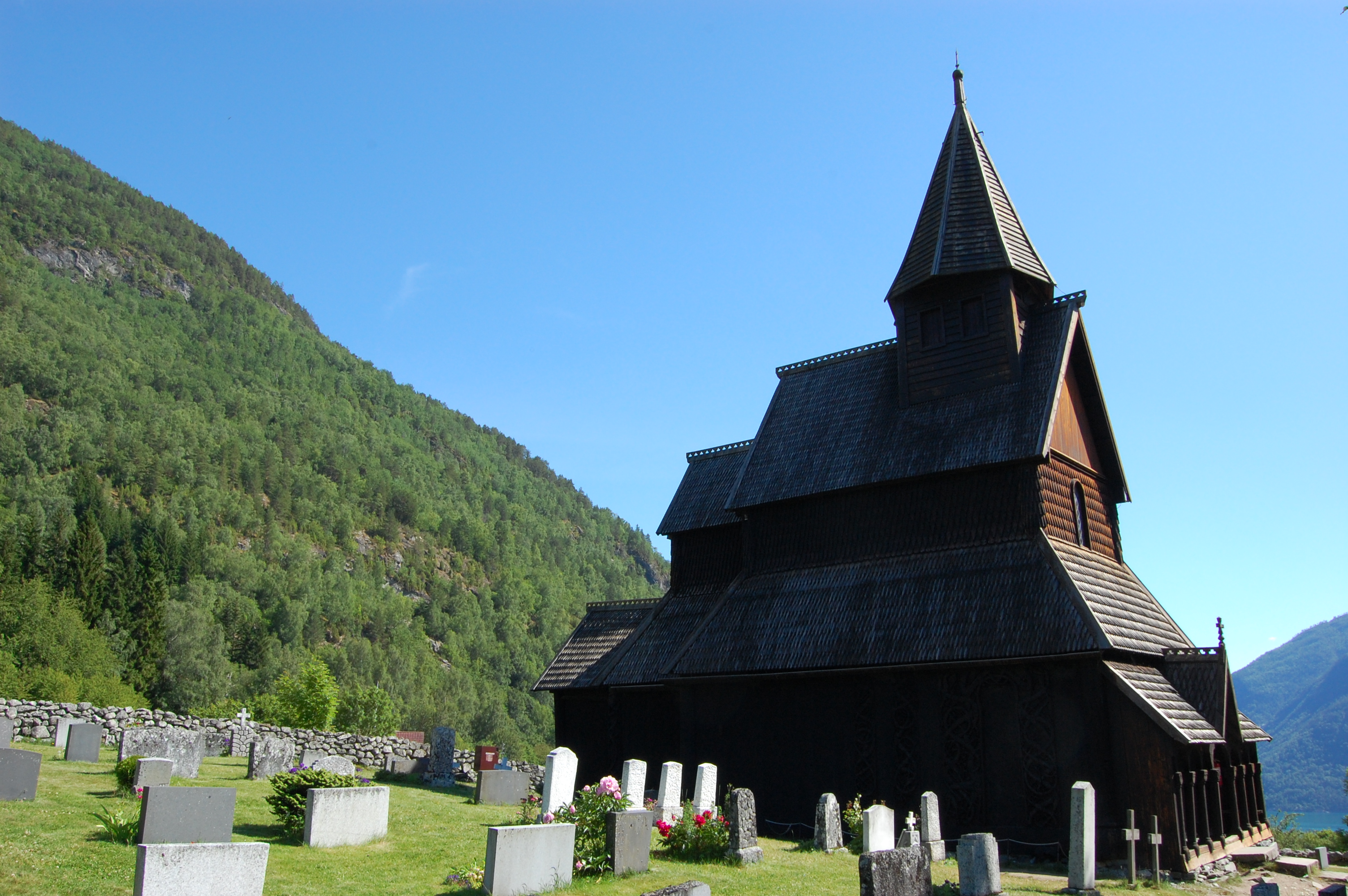

우르네스 통널 교회(노르웨이어: Urnes stavkyrkje)는 송네 피오르가의 마을인 우르네스에 세워진 12세기의 통널 교회이다. 1130년경에 지어졌으며, 1881년 이후 노르웨이 고대유적 보존학회에서 소유하고 있다. 1979년 유네스코 세계문화유산으로 등록되었다.